# گوش‌بنفش زیردم‌سفید
گوش‌بنفش زیردم‌سفید (نام علمی: Colibri serrirostris) یک گونه از مگس‌مرغ‌ها در زیرخانواده انبه‌خورکیان (Polytminae) است و در آرژانتین، بولیوی، برزیل و پاراگوئه یافت می‌شود.

## پراکندگی و زیستگاه
گوش‌بنفش زیردم‌سفید در بخش وسیعی از جنوب برزیل، از ماتو گروسو در شرق تا گوییاس، باهیا و اسپیریتو سانتو و از جنوب تا سانتا کاتارینا یافت می‌شود. دامنه آن از غرب به بولیوی، پاراگوئه مرکزی و شمال آرژانتین تا جنوب استان کوردوبا، آرژانتین امتداد دارد. در انواع منظره‌های نیمه‌باز از جمله بوته‌زارها، ساوانا، علفزارها و باغ‌ها و پارک‌ها زندگی می‌کند. بیشتر در ارتفاع بین ۱٬۰۰۰ و ۱٬۵۰۰ متر (۳٬۳۰۰ و ۴٬۹۰۰ فوت) اما دامنه آن از سطح دریا شروع می‌شود و تا ۳٬۶۰۰ متر (۱۱٬۸۰۰ فوت) در آند ادامه می‌یابد.

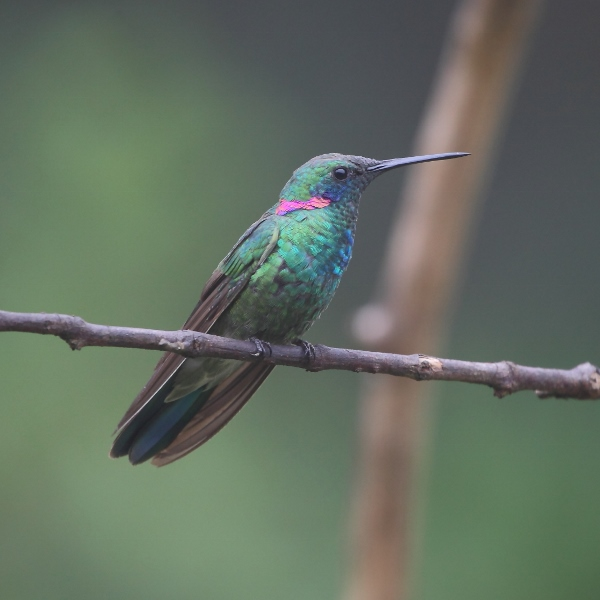
یک گوش‌بنفش زیردم‌سفید نر در سائو لوئیز دو پارایتینگا، ایالت سائوپائولو، برزیل